# David Foenkinos
David Foenkinos (nascut el 28 d'octubre de 1974) és un escriptor i guionista francès.
Va estudiar literatura i música a París.
La seva primera novel·la, Inversion de l'idiotie, publicada en francès el 2002, va obtenir el Premi François-Mauriac.
La seva novel·la La délicatesse (La delicadesa) és un best-seller a França. Una pel·lícula basada en aquest llibre va ser estrenada el desembre de 2011, amb l'actriu Audrey Tautou com a protagonista. La pel·lícula va estar dirigida pel mateix autor i el seu germà Stéphane, i va ser nominada al César a la millor primera pel·lícula.
Les seves novel·les han estat traduïdes a més de quaranta llengües. Segons el diari Le Figaro, va ser un dels deu escriptors francesos que més va vendre el 2011 a França.
El 2014 va rebre el Premi Renaudot i el Premi Goncourt des Lycéens per la seva novel·la Charlotte.

## Novel·les traduïdes al català
- La delicadesa, trad. de Jordi Martín Lloret (Barcelona: La Magrana, 2011). ISBN 978-84-826-4913-9
- Els records, trad. de Marta Marfany (Barcelona: La Magrana, 2012) ISBN 978-84-826-4571-1
- Charlotte, trad. de Mercè Ubach Dorca (Barcelona: Edicions 62, 2015) (basada en la vida de Charlotte Salomon. ISBN 978-84-297-7437-5
- La biblioteca dels llibres rebutjats, trad. de Mercè Ubach Dorca (Barcelona: Edicions 62, 2017). ISBN 978-84-297-7570-9
- Cap a la bellesa, trad, de Pau Joan Hernàndez (Barcelona: Edicions 62, 2019). ISBN 978-84-297-7749-9
- Dues germanes, trad, de Pau Joan Hernàndez (Barcelona: Edicions 62, 2020). ISBN 978-84-297-7839-7
- La família Martin, trad, de Pau Joan Hernàndez (Barcelona: Edicions 62, 2021). ISBN 978-84-297-7965-3
- Número dos, trad, de Pau Joan Hernàndez (Barcelona: Edicions 62, 2022). ISBN 9788429780482